# Macrolepiota mastoidea
Macrolepiota mastoidea (Elias Magnus Fries, 1821 ex Rolf Singer, 1951) sin. Lepiota mastoidea (Elias Magnus Fries, 1821 ex Paul Kummer, 1871), denumită în popor nană de pădure, este o specie de ciuperci comestibile saprofite din încrengătura Basidiomycota în familia Agaricaceae și de genul Macrolepiota. Ea poate fi găsită în România, Basarabia și Bucovina de Nord pe sol uscat, sărac în proprietăți nutritive în păduri de foioase luminoase și luminișuri sub carpeni, fagi și stejari, dar  de asemenea în locuri ierboase, prin pajiști de ienupăr și livezi, crescând solitar, în cercuri sau grupuri mici, din (iunie) iulie până în octombrie (noiembrie).

## Descriere

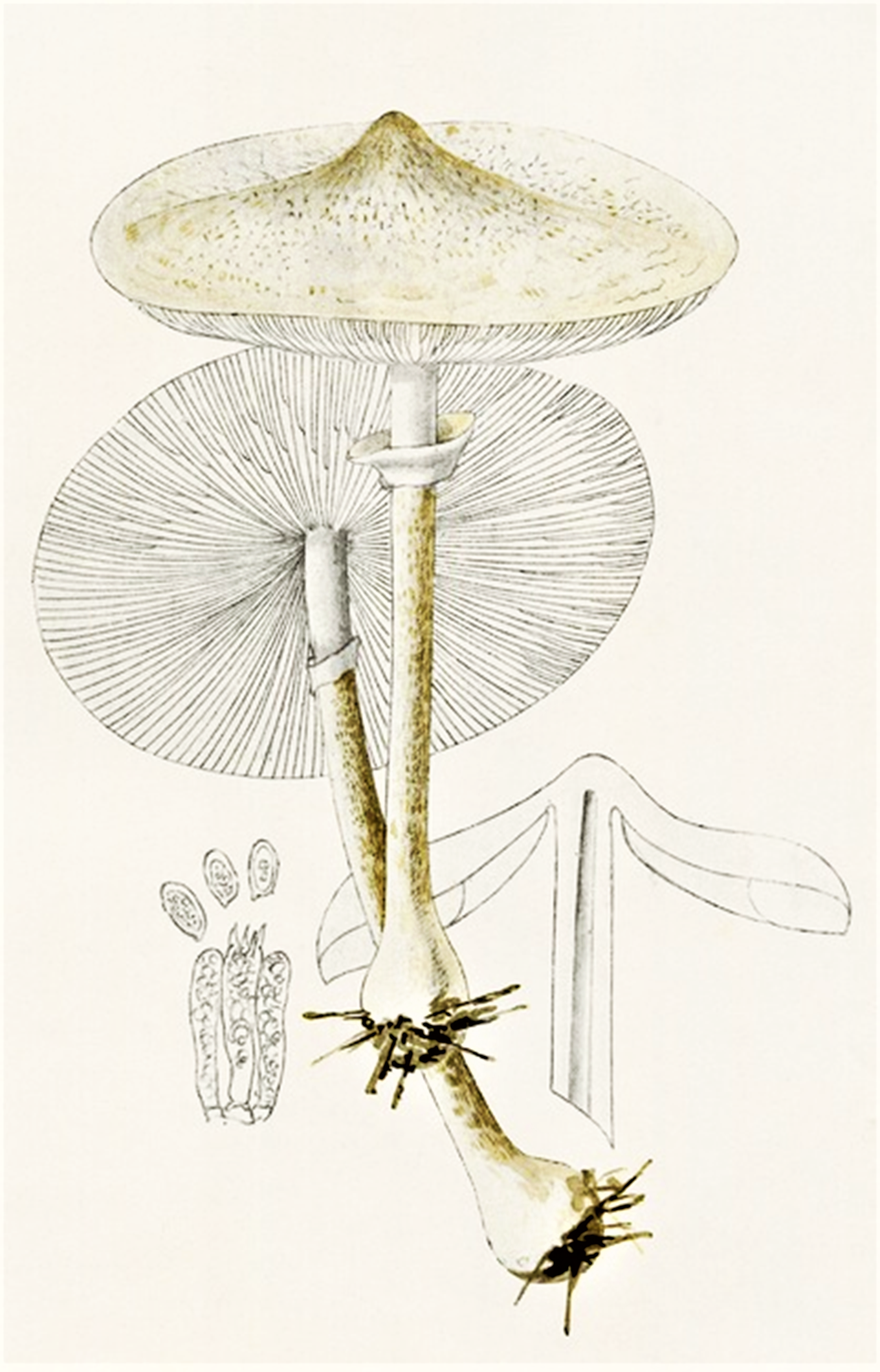
Bres.: L. mastoidea

Ordinul Agaricales este de diversificare foarte veche (între 178 și 139 milioane de ani), începând din timpul perioadei geologice în Jurasic în diferență de exemplu cu genul Boletus (între 44 și 34 milioane de ani).
- Pălăria: are un diametru de 8-12 (15) cm, este inițial ovoidală, aproape rotundă, apoi în formă de clopot. Forma convexă cu marginea răsucită spre interior îi rămâne pentru mult timp, până ce ciuperca se aplatizează cu marginea puțin lânoasă și prezintă o cocoașă mare și ascuțită, cu un aspect de sfârc în centru. Acolo cuticula este netedă, în rest presărată cu solzișori mici, neregulați, brun-ocracei (cauzat vălului parțial) care ulterior devin roșu-bruni pe fund mai deschis albicios până crem.
- Lamelele: sunt aglomerate, înghesuite, bulboase, moi și libere, la maturitate rotunjite spre margine. Coloritul este inițial alb, devenind cu maturitatea crem-rozaliu.
- Piciorul: dezvoltă o lungime de 12-16, având un diametru de  maximal 1,5 cm, este de un alb murdar până la crem, cilindric, puțin subțiat în partea superioară, fibros și dur, la început plin, apoi gol în interior, fiind acoperit cu numeroși solzi mici, viperini de aceeași culoare și sfârșind într-un bulb nu foarte accentuat solzos. Înapoi rămâne la fructele mature o manșetă simplă, completă, în formă de pâlnie, clar liberă și mobilă la tije precum neatârnată în jos, pe de sus albă, dedesubt de un maro deschis.
- Carnea: este fragedă și ceva moale în pălărie, în picior fibroasă și tare, fiind de culoare albă care nu se schimbă la aer. Carnea are un miros de nuci, după unii chiar de marțipan precum un gust plăcut și dulceag.[3][4]
- Caracteristici microscopice: are spori elipsoidali și au o mărime de 13-14 x 7,4-8 microni. Pulberea lor este albă.

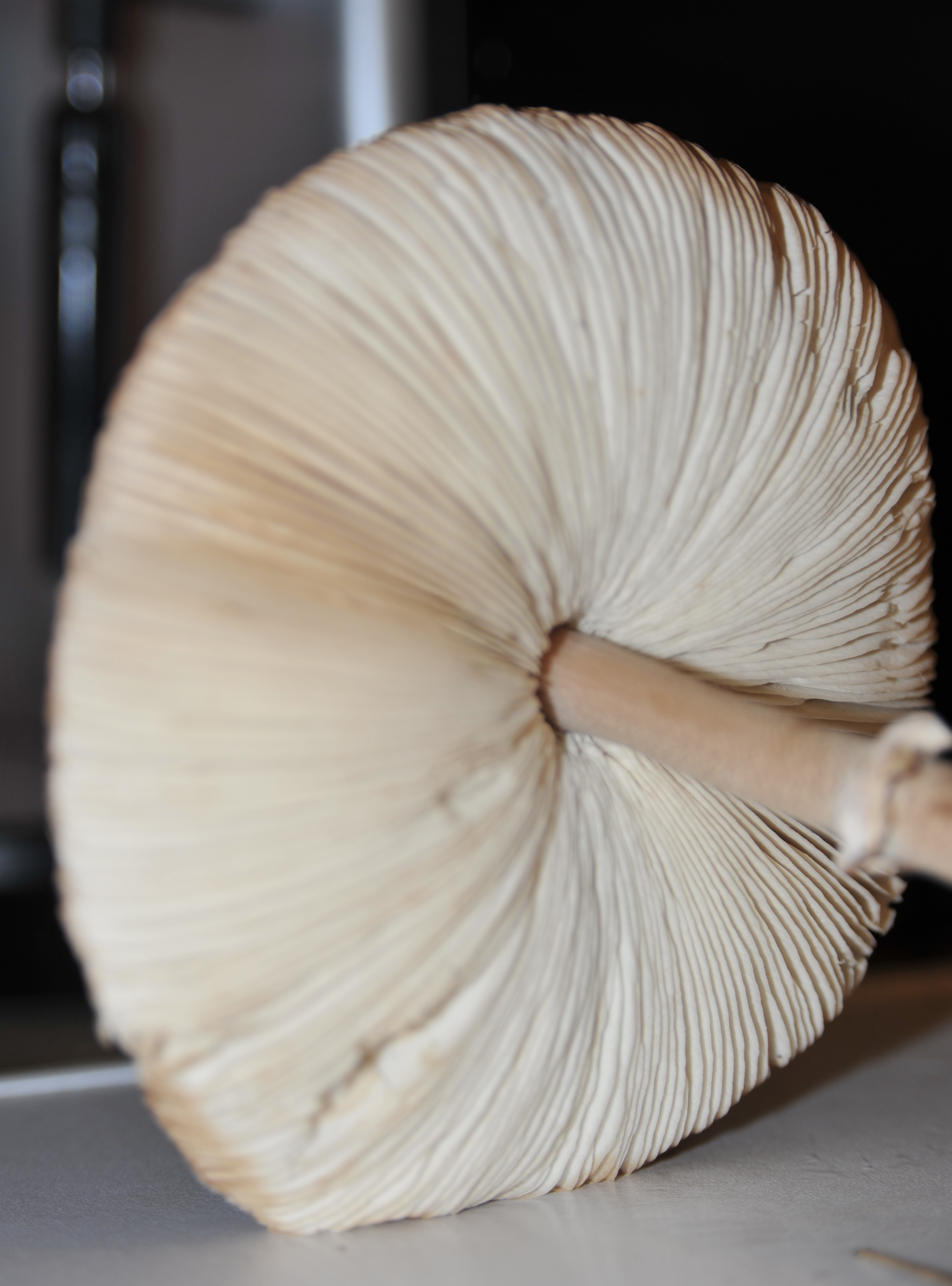
M. mastoidea, lamele
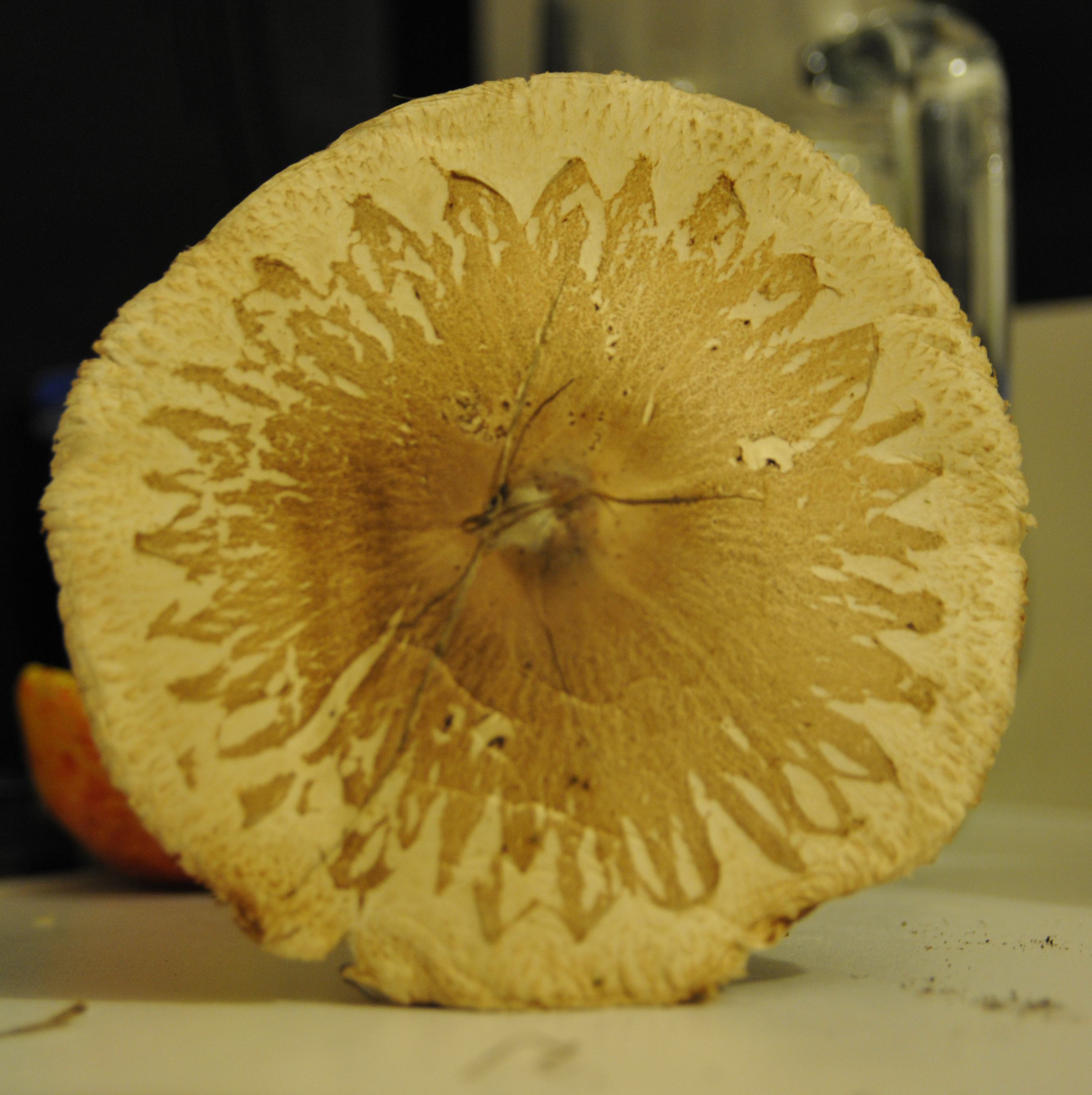
M. mastoidea, cuticulă
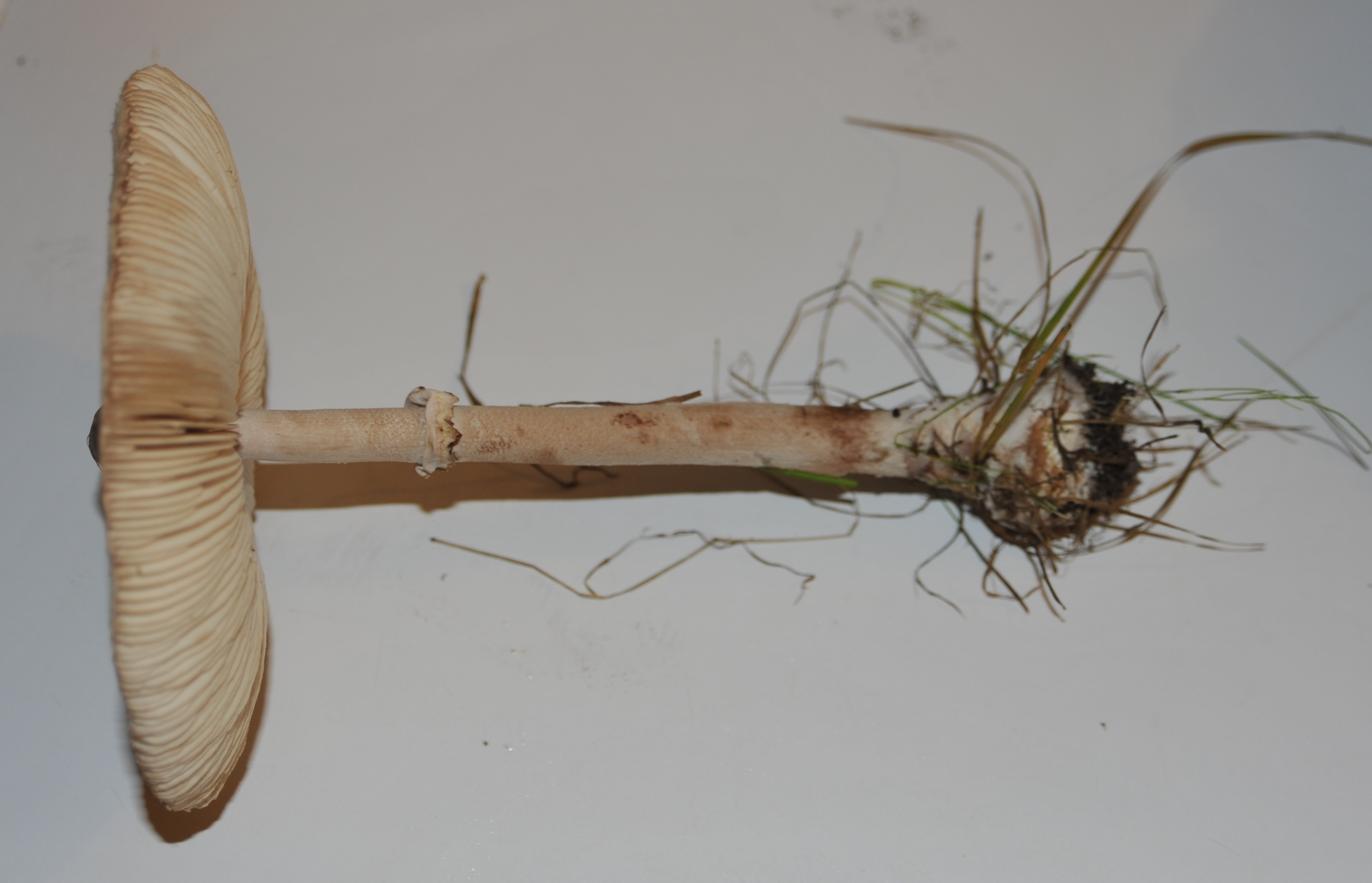
M. mastoidea, picior cu inel și bulb

## Confuzii
Există mai mulți bureți comestibili, dar de asemenea otrăvitori, din genul Macrolepiota sau Lepiota, care pot fi confundați cu nana de pădure, în special în tinerețe. Ciupercile toxice aparțin cu toate soiului Lepiota și sunt, plin dezvoltate, mai mici. Exemple: Lepiota aspera (otrăvitor), Lepiota clypeolaria (otrăvitor), Lepiota cristata (otrăvitor), Lepiota felina (otrăvitor), Lepiota helveola (otrăvitor), Lepiota ignivolvata (comestibil), Lepiota haematosperma sin. Leucocoprinus Badhamii (comestibil), Lepiota naucina (comestibil), Macrolepiota affinis (comestibil), Macrolepiota excoriata (comestibil), Macrolepiota gracilenta (comestibil), Macrolepiota olivascens (comestibil), Macrolepiota permixta (comestibil), Macrolepiota procera (comestibil), Macrolepiota puellaris (comestibil), Macrolepiota rhacodes sin. Chlorophyllum rachodes (comestibil) sau Macrolepiota umbonata (comestibil).

## Specii asemănătoare

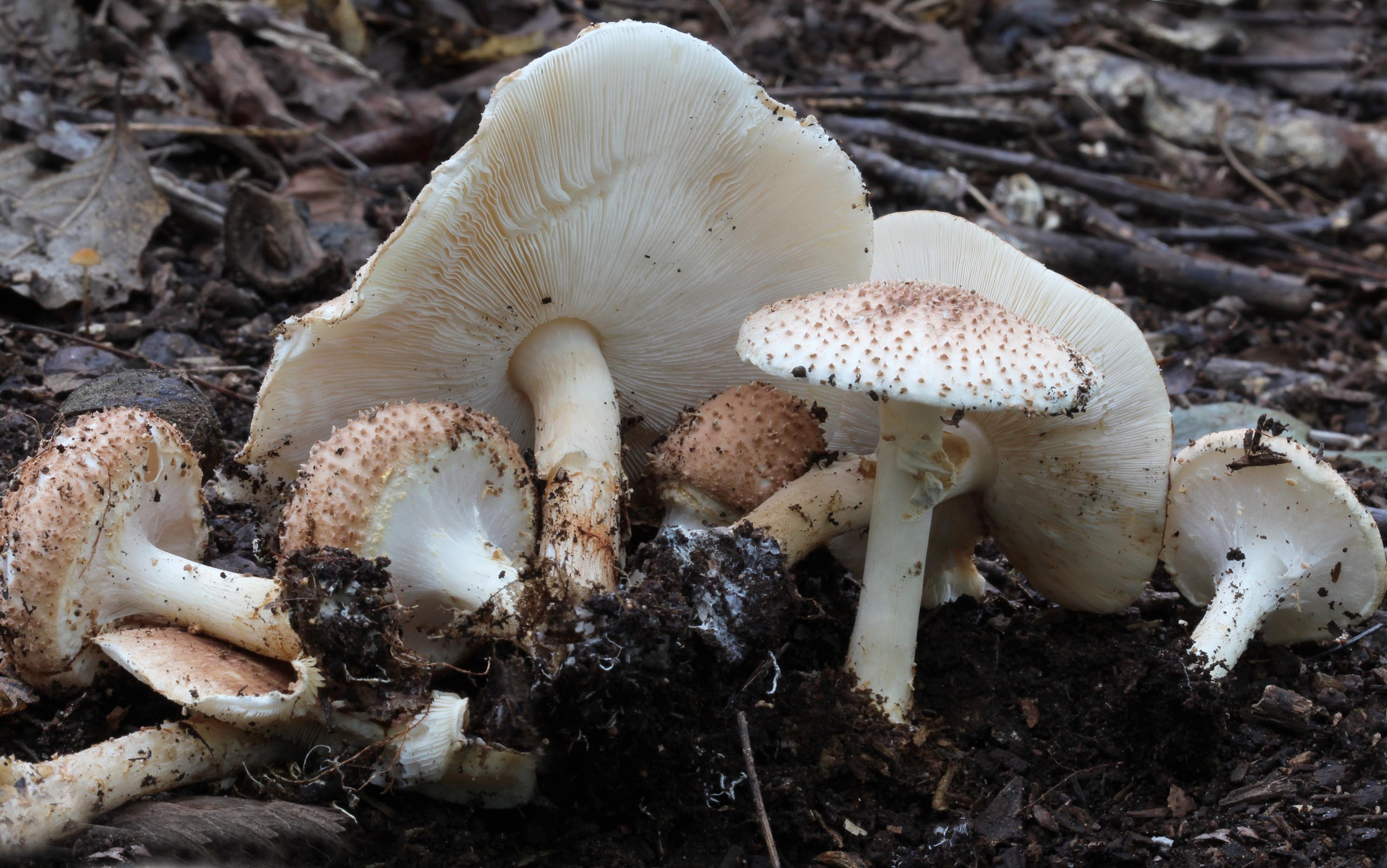
!! Lepiota aspera !!
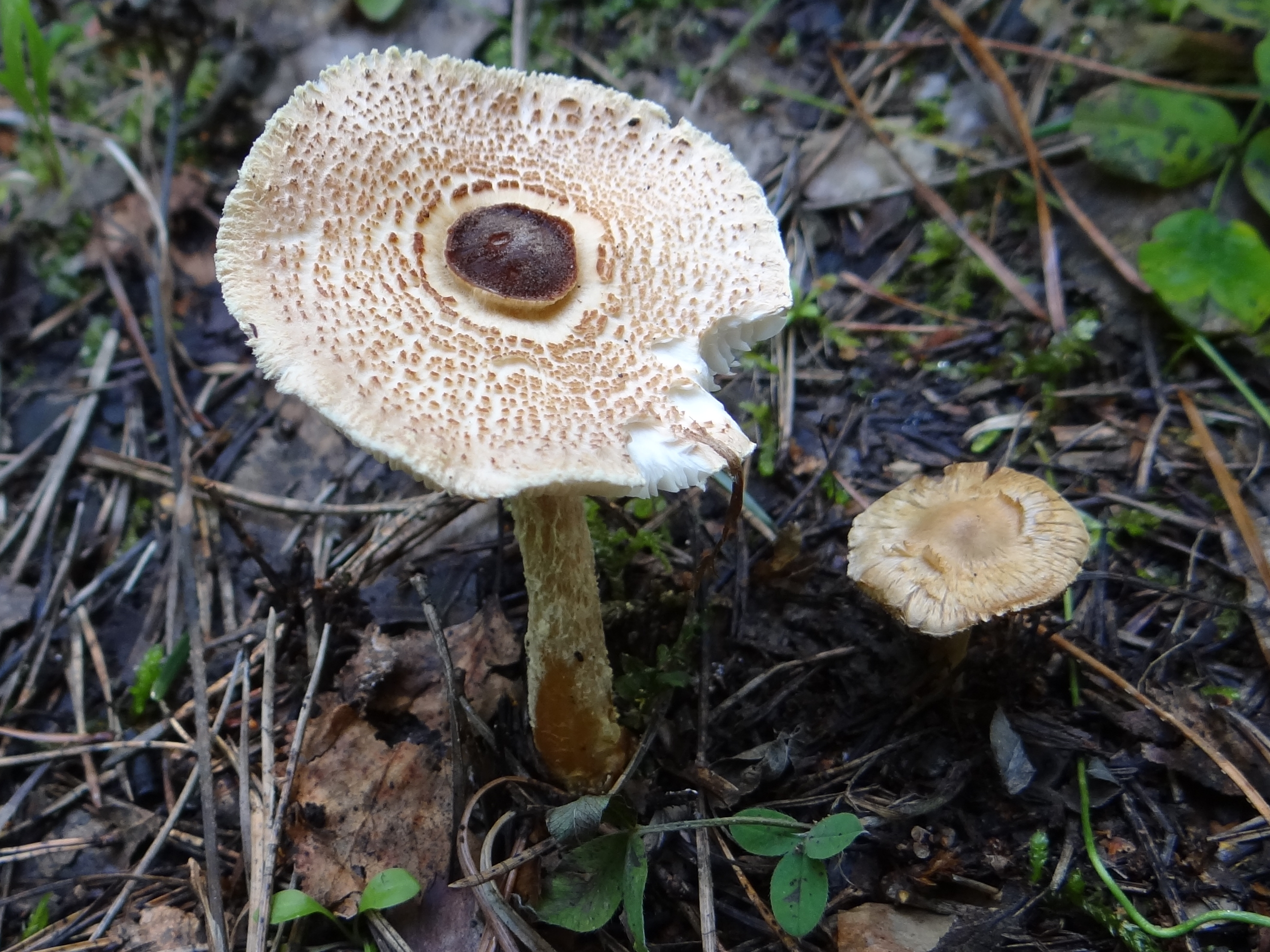
!! Lepiota clypeolaria !!
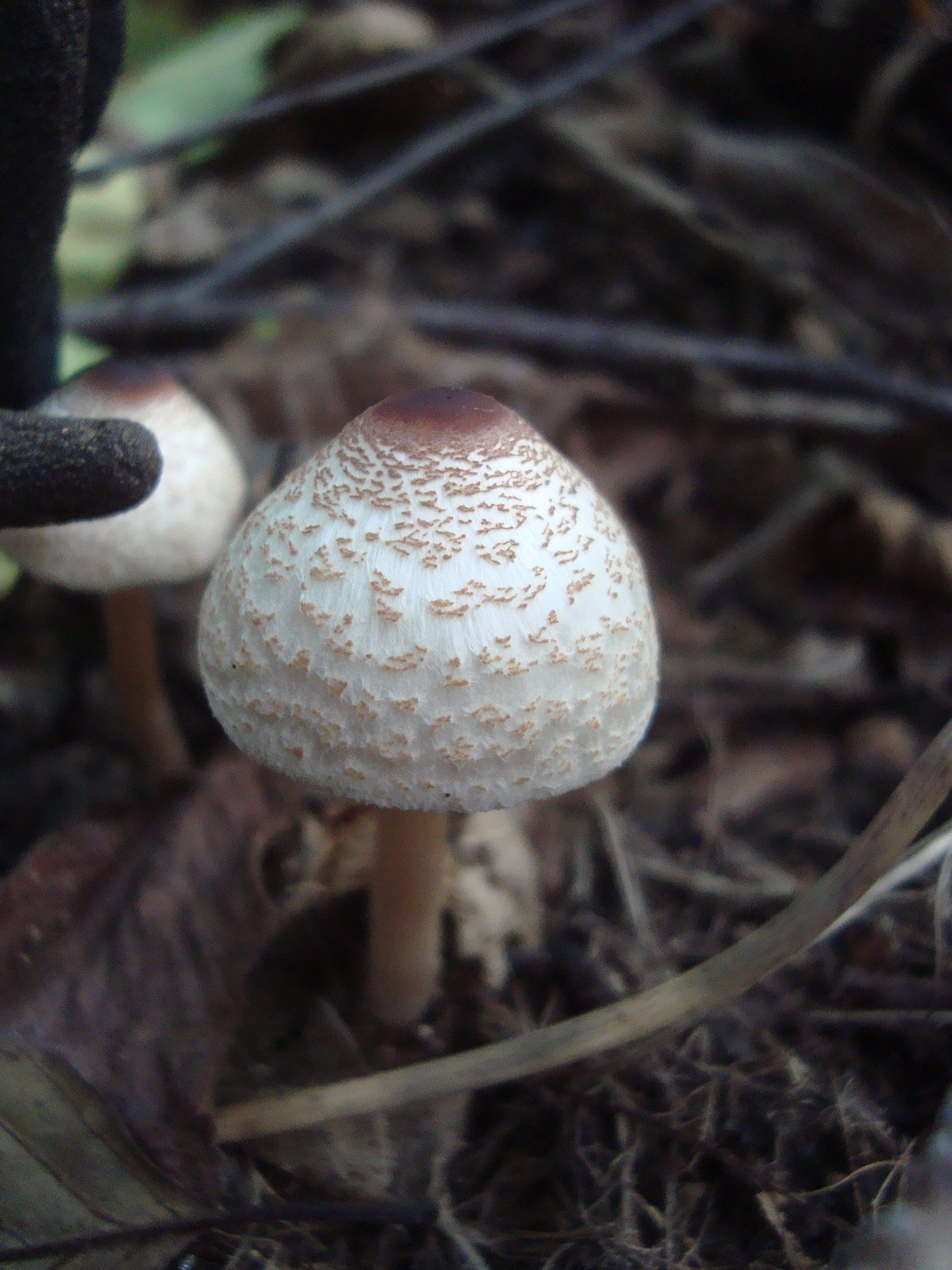
!! Lepiota cristata !!
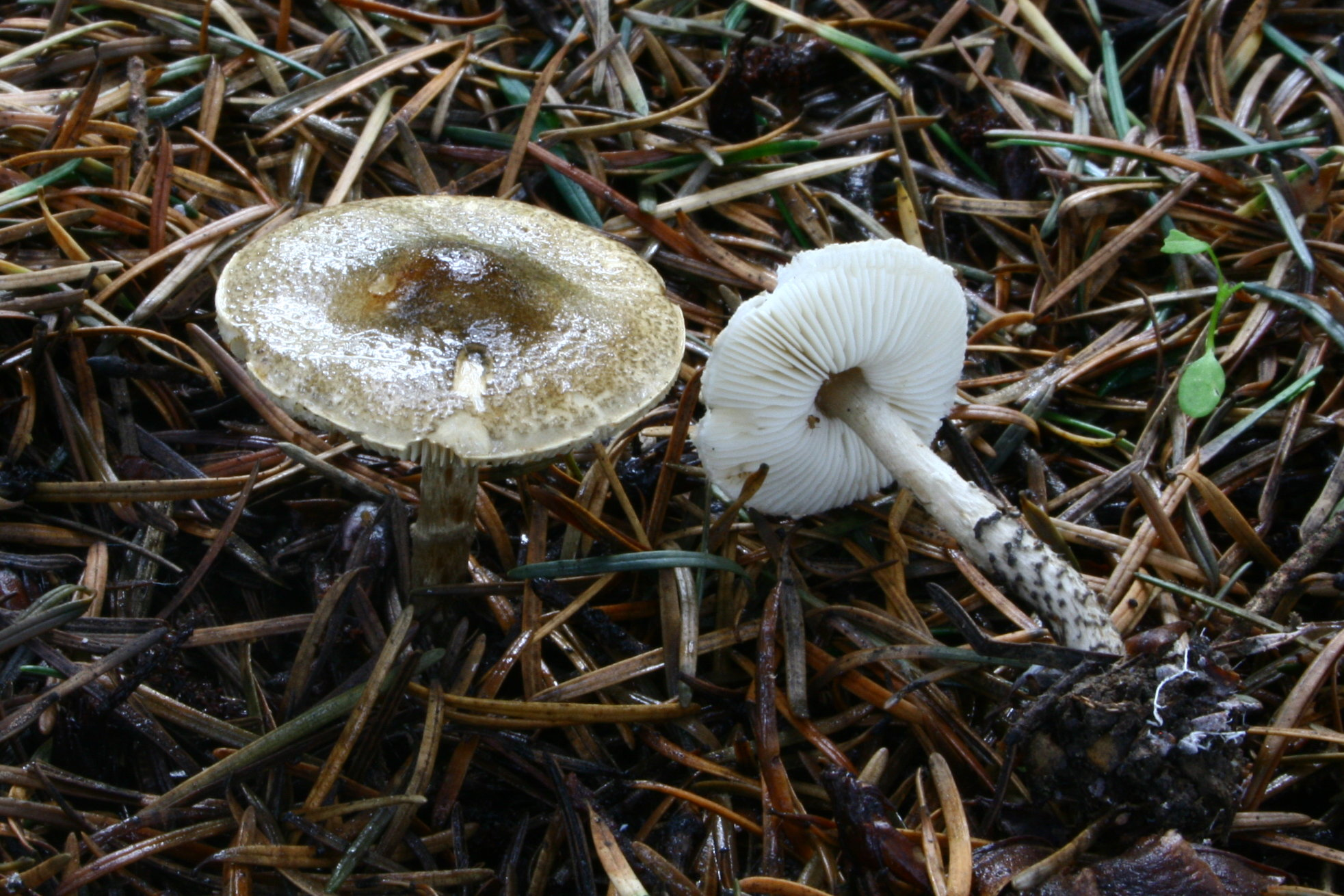
!! Lepiota felina !!
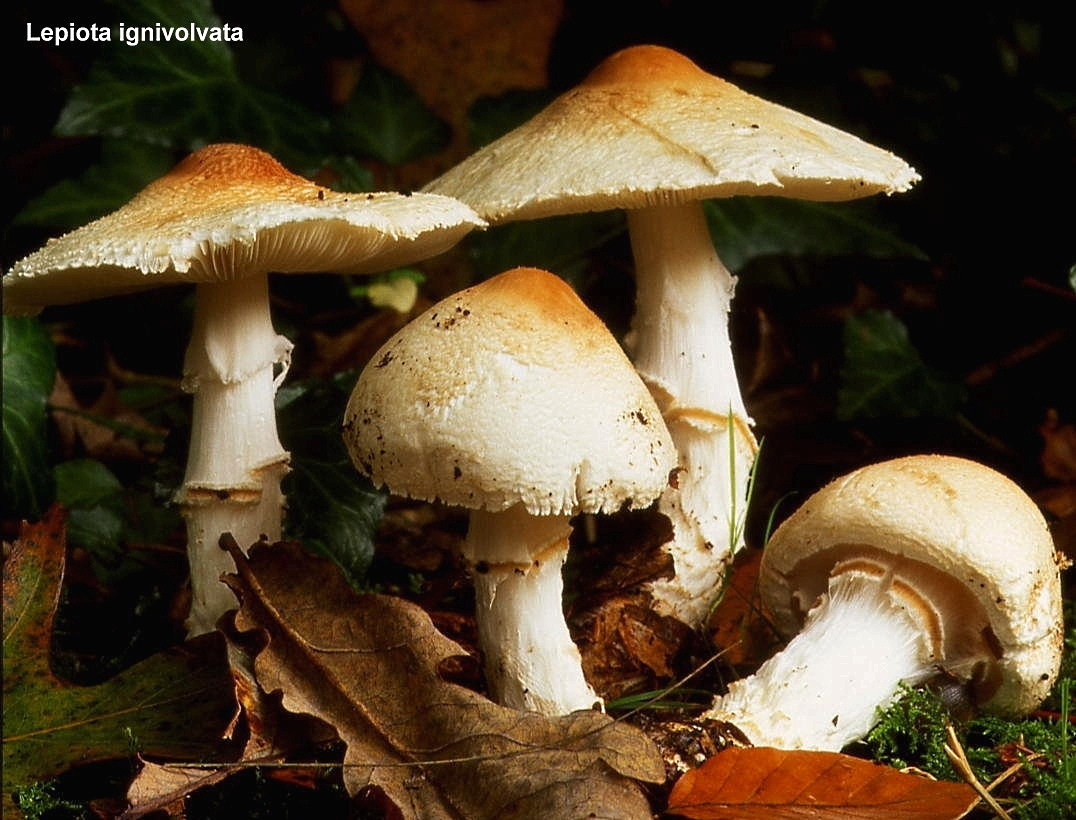
Lepiota ignivolvata
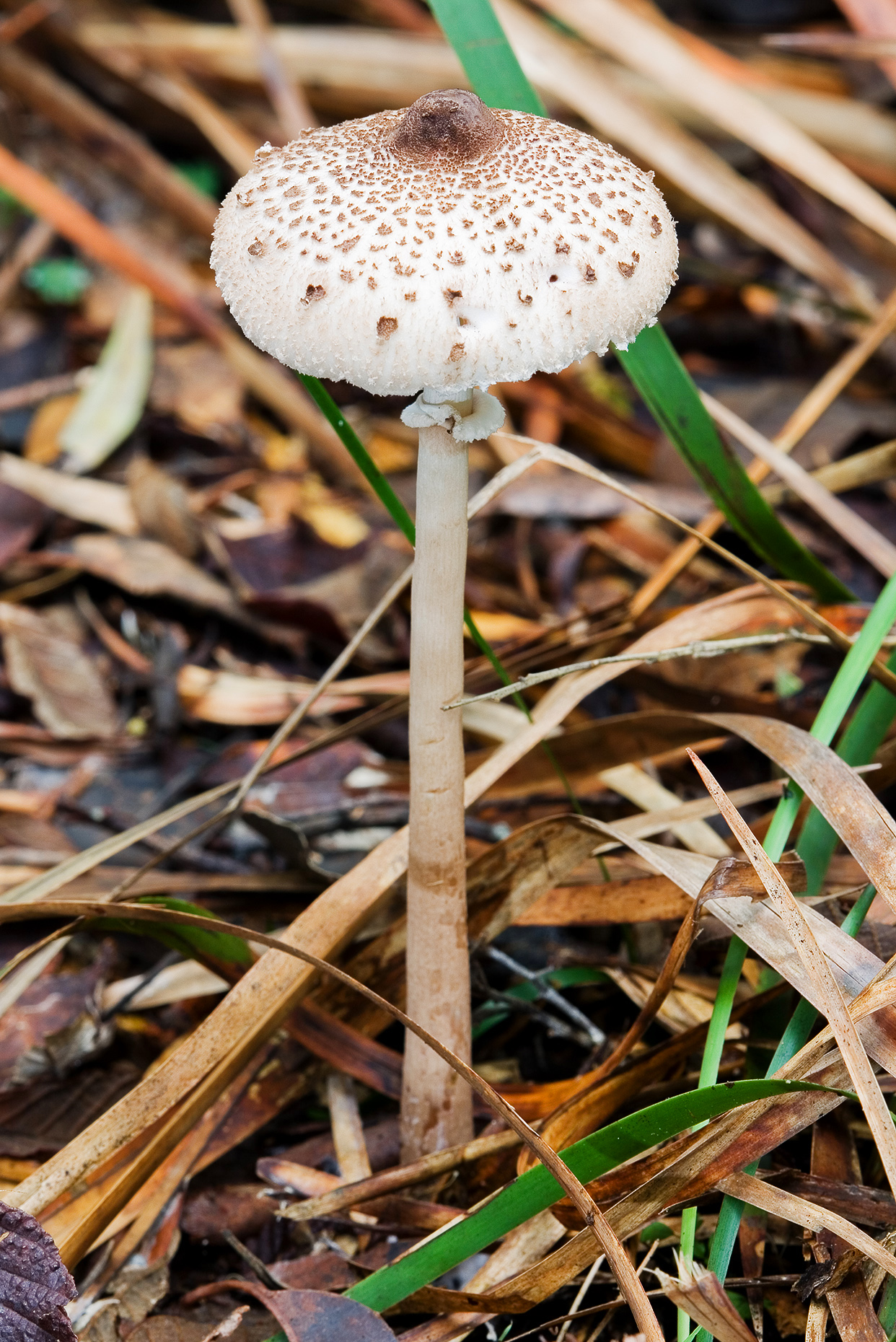
Macrolepiota clelandii
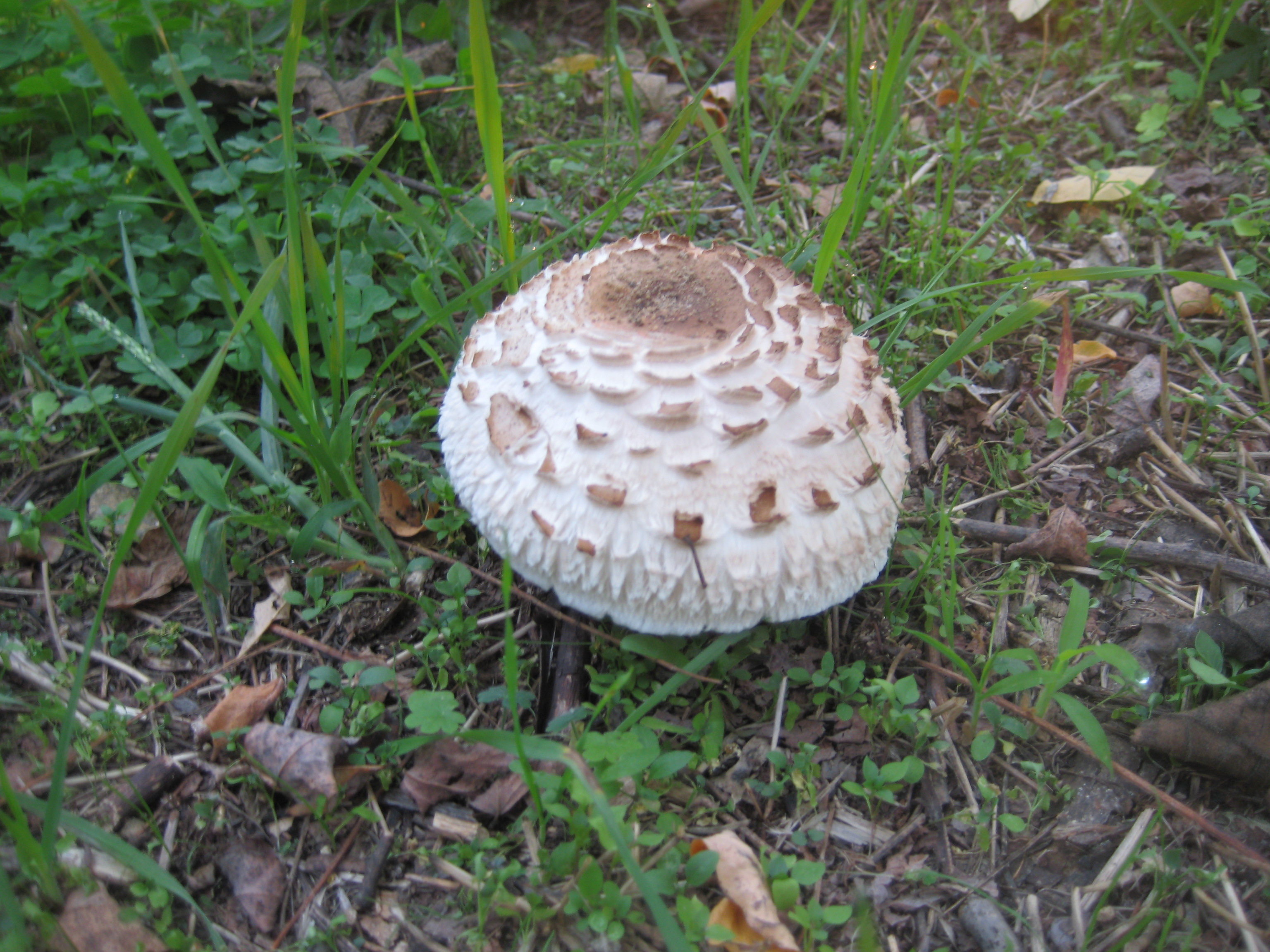
Macrolepiota excoriata
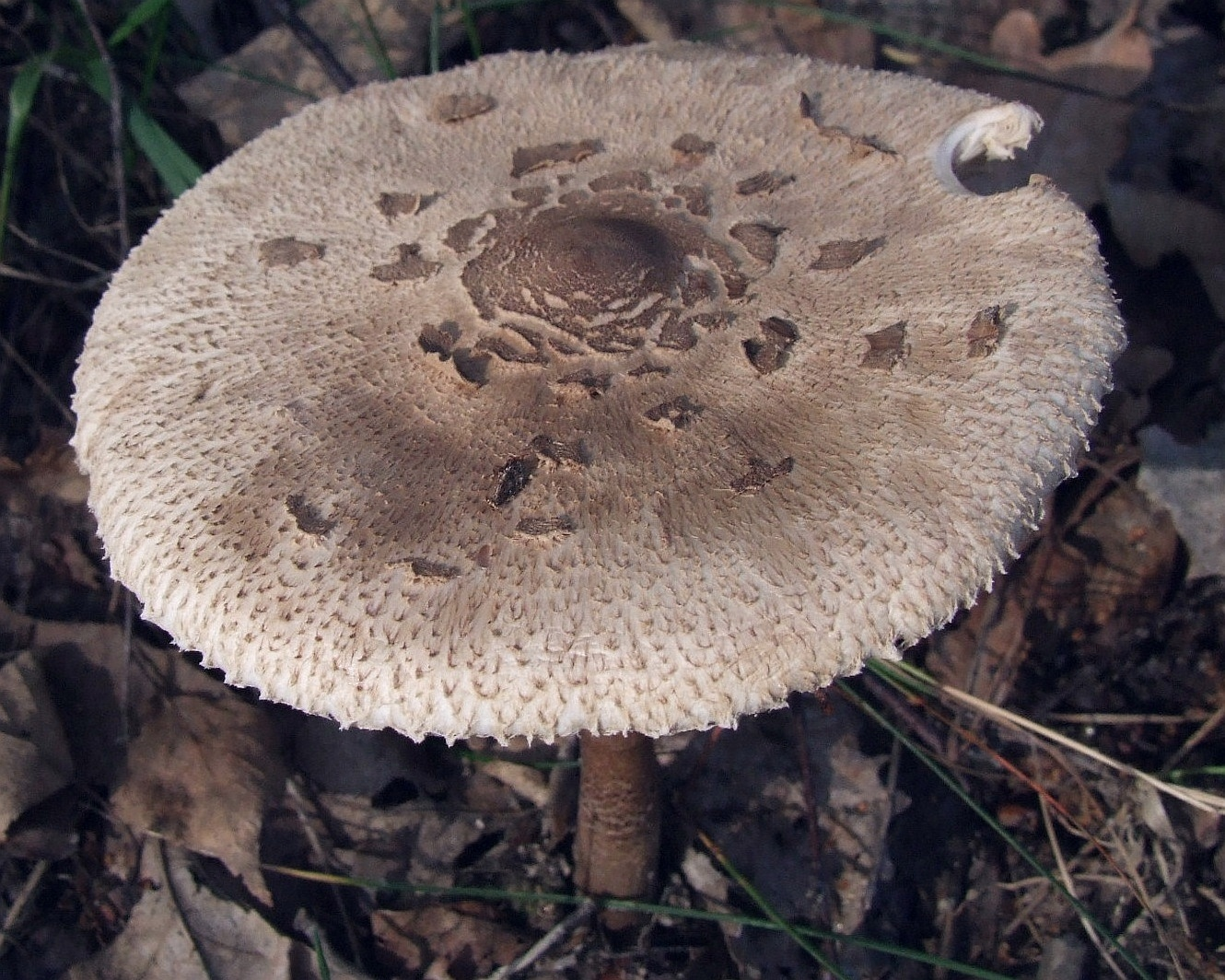
Macrolepiota konradii
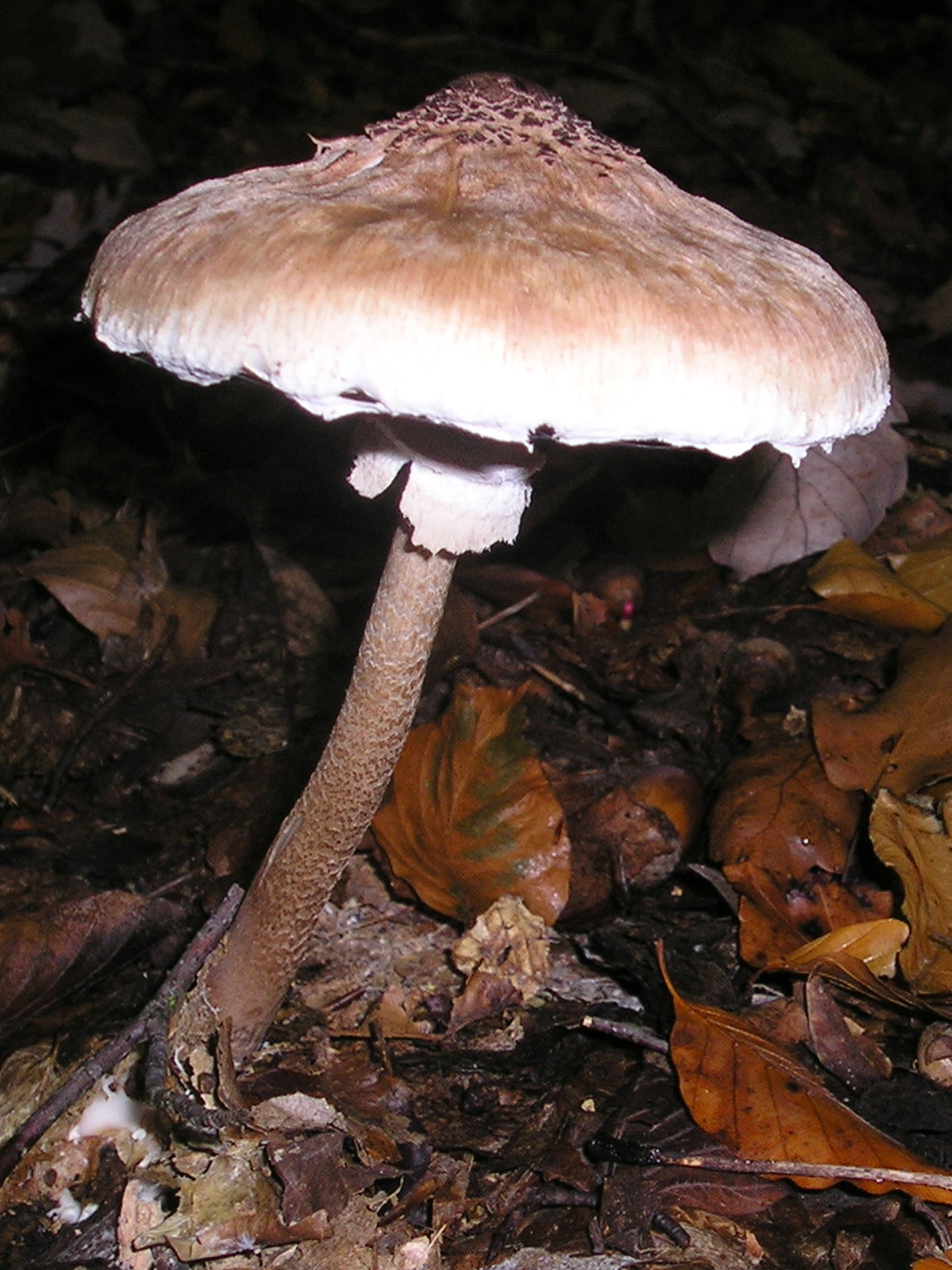
Macrolepiota procera
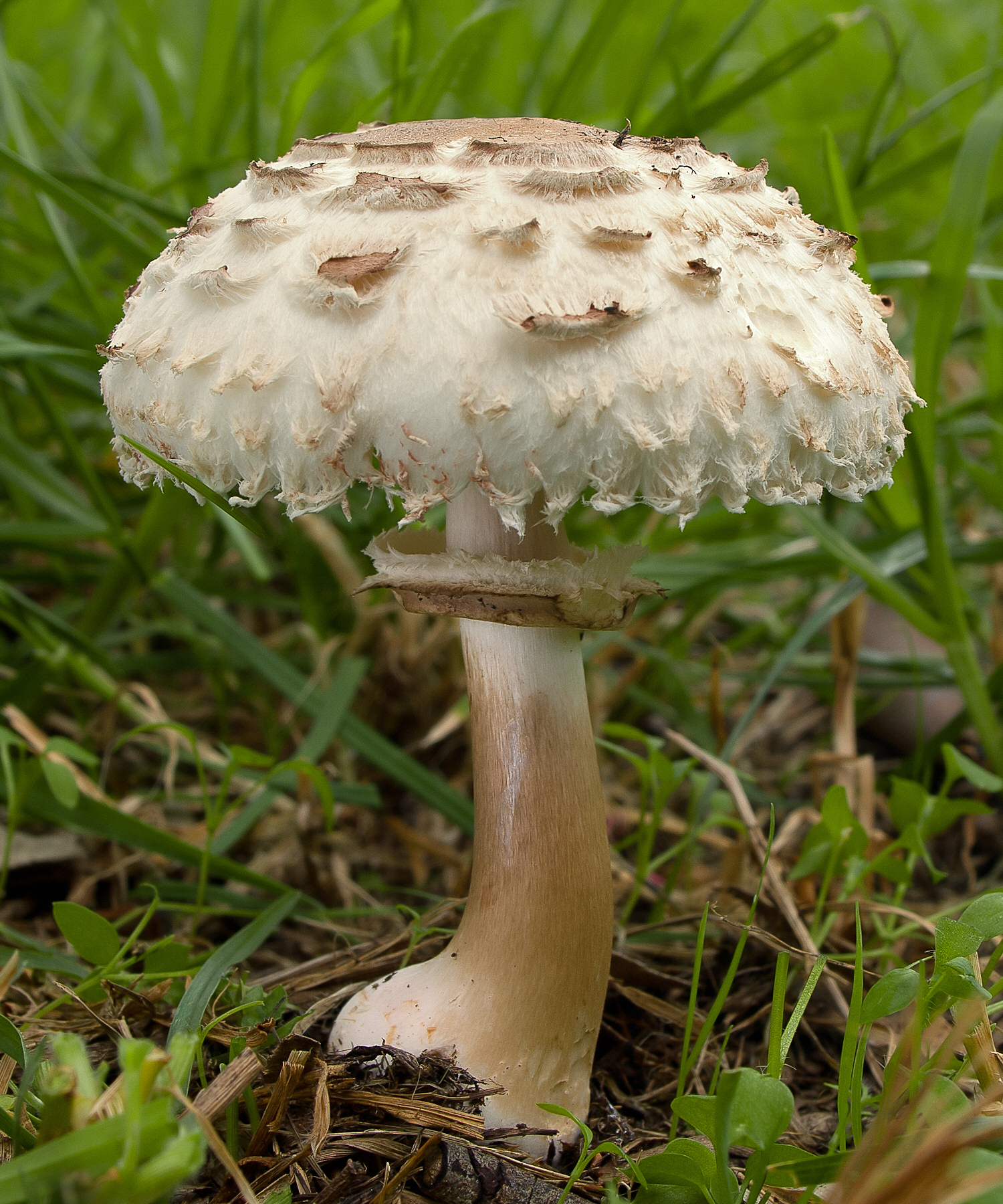
Macrolepiota rhacodes

## Valorificare
Nana pădurii este, ingerată în stadiu tânăr, o ciupercă, foarte gustoasă care poate fi preparată, conservată sau uscată ca ruda ei apropiată, parasolul.